# 采砂
采砂是指從露天矿坑、沙坑、海滩、内陆沙丘、海床和河床中開採沙子。沙子经常被用于制造业，例如用作磨料或混凝土。它還通常与盐混合灑在結冰和積雪的路面上，以降低路面的熔点温度。